# Restaurangen (TV-serie)
Restaurangen (danska: Bankerot), är en dansk dramaserie från 2014. Den följer två män och deras försök att starta upp och driva en restaurang. Martin Buch och Viktor Lykke Clausen spelar huvudrollerna. Den visades på SVT i juli och augusti 2016.

### Fotnoter
1. 1 2  Filmdatabasen.[källa från Wikidata]
2. 1 2  Internet Movie Database, IMDb-ID: tt4117294co0047972.[källa från Wikidata]
3. ↑  ”Den danska dramafabriken levererar igen med lagom skruvade "Restaurangen" - Nöjesbladets TV-koll”. 23 juni 2016. http://bloggar.aftonbladet.se/tvkoll/2016/06/den-danska-dramafabriken-levererar-igen-med-lagom-skruvade-restaurangen/. Läst 11 augusti 2016.